# Shigawake
Shigawake es un municipio canadiense situado en la provincia de Quebec.

## Superficie
Shigawake tiene una superficie de 76,82 km².

## Demografía
En 2021, tenía 333 habitantes, una densidad poblacional de 4,3 hab./km², y 167 viviendas.